# Deraeocoris ruber
Deraeocoris ruber es una especie de insecto de la familia Miridae.

## Distribución
Esta especie se puede encontrar en cualquier parte de Europa, excepto en Azores, Islas Canarias, Chipre, Islas Feroe, Finlandia, Islandia, Malta y partes de Rusia y el Cáucaso. También está presente en el reino Neártico y en el reino Neotropical. Estos insectos habitan en los bosques, aunque también se encuentran en áreas abiertas.

## Biología
Estos insectos son depredadores casi por completo y también caníbales. Se alimentan principalmente de pulgones y otros pequeños insectos. Se pueden encontrar en varias plantas, especialmente en ortigas, pero también en Rubus, Cytisus y cardos. Prefieren los árboles a los arbustos, incluidos los frutales, pero también rara vez se encuentran en coníferas como el pino (Pinus), el alerce (Larix) y el enebro.